# Malign
Ne doit pas être confondu avec Maligne.
Malign est un groupe suédois de black metal, originaire de Spånga, Stockholm.

## Historique
Malign est formé en 1994 par Nord et Mörk, et publie une démo sans titre en 1995, suivie par une cassette live distribuée par Pounding Metal Productions en 1996.
En 1998, Shadow Records publie le 7” single Fireborn de Malign. En 1999, le groupe joue un concert avec Watain et Dark Funeral, organisé par Watain and Grim Rune Productions,. Un split LP avec Watain est prévu au début des années 2000 au label Grim Rune Productions avant l'enregistrement du deuxième album studio de Watain, Casus Luciferi, mais ne sera jamais publié. Le dernier projet musical de Malign s'intitule Divine Facing, un 10" publié par End All Life Productions en 2002, et réédité avec la chanson Fireborn sur CD sous le titre Divine Facing + Fireborn en CD en 2005 par Norma Evangelium Diaboli.
Ynas « Mörk »/« Mörkkh » Lindskog devient un membre live de Watain entre 2001 et 2006 et contribue aux paroles de Låt oss ta allt från varandra au cinquième album de Shining, V – Halmstad en 2007,. Nord est impliqué avec Ofermod.
En automne 2011, Norma Evangelium Diaboli annonce une réédition de Divine Facing + Fireborn en LP, et le premier concert du groupe en douze ans, le 4 novembre 2011, aux côtés de Watain et The Devil's Blood. Le groupe recrute un batteur de session et un guitariste pour le concert. Mörk explique que « Malign n'a jamais été mort », mais qu'« on n'est pas sûr de qui est dans le groupe ou qui ne l'est pas. » En 2015, une nouvelle formation est révélée en même temps qu'un nouvel EP intitulé, A Sun to Scorch. L'EP est publié en janvier 2015 au label Norma Evangelium Diaboli.

## Style musical
Le style musical de Malign s'inspire de celui de Mayhem avant le décès de leur leader et guitariste Euronymous, « qui, que ça plaise ou non, représente le vrai Mayhem », comme l'explique Mörk. Il considère que le « black metal est lié au satanisme. »
D'autres artistes orientés black metal ont exprimé leur respect pour Malign. MkM du groupe Antaeus décrit Malign comme l'un des groupes de black metal qui « mêlent musique grandiose et idéologie pure et dure, ce qui les rend populaire dans la scène. » Sur l'ancienne page d'accueil du site web d'Ofermod, les membres du groupe sont considérés comme « rois indéniablesdu culte black/death metal underground. »

## Membres

### Membres actuels
- Jonas « Nord » Tengner - chant
- Ynas « Mörk » Lindskog[6],[7] - guitare, batterie
- Intet - batterie

### Anciens membres
- Mikael « Mist » Schelén - basse
- Marcus « Fog » Tena - basse
- Vonda - guitare
- Evig - guitare
- E. - batterie sur Divine Facing
- R. AKA Brother R - paroles sur Sinful Fleshspear

## Discographie

### Démo et EP
- 1995 : Demo 1/95 (démo)
- 1996 : Live in Uppsala (démo)
- 1999 : Fireborn (7")
- 2002 : Divine Facing (10")
- 2005 : Divine Facing + Fireborn (CD, LP publié en 2011)
- 2015 : A Sun to Scorch (EP)

### Compilations
- 2005 : Divine Facing (CD) [avec Fireborn]